# Alberto (bande dessinée)
Pour les articles homonymes, voir Alberto.
Alberto est une bande dessinée américaine de Jack T. Chick, publiée entre 1979 et 1988 aux éditions Chick Publications.

## Histoire
Alberto Rivera (en), élevé par une mère catholique fervente qui l'a fait entrer dans l'ordre des jésuites à l'âge de sept ans, devient prêtre. Écœuré par la corruption à laquelle il est confronté, à l'âge de vingt-cinq ans il quitte l'ordre des jésuites, et dédie sa vie à en dénoncer les agissements. Alberto fut grandement malmené et réduit au silence par l'Église. Il fut cependant appuyé par Jack Chick, qui publia son histoire en six volumes, intitulés Alberto I, II, III, IV, V, et VI.

## Contenu et dénonciations
Jack Chick est un éditeur chrétien baptiste.
Dans Alberto, il liste les crimes du Vatican :[réf. nécessaire]
- l'Église a été conçu par les empereurs romains dans le but de conserver leur puissance.
- le Pape n'est autre que l'antéchrist évoqué dans la Bible.
- les jésuites ont activement participé au déclenchement de la Première et de la Seconde Guerres Mondiales.
- les jésuites ont orchestré la naissance de l'islam et du communisme.
- ce sont les responsables des assassinats des présidents des États-Unis Abraham Lincoln et John Fitzgerald Kennedy.
- ils possèdent un réseau d'espions qui agit partout dans le monde.
- Alberto Rivera indique que ce sont quelques Juifs alliés avec le Pape, qui publièrent les Protocoles des Sages de Sion. Quoi qu'il en soit, les mains des Jésuites se retrouvent sur chaque ligne des Protocoles. Alberto Rivera, fut haï par le Vatican parce qu'il était un jésuite de très haut rang, qui en était sortit vers la fin des années 1960.
- Alberto Rivera indiqua que Rome contrôlait Kathryn Kuhlman (en), Billy Graham, Ronald Reagan, et tout le gouvernement américain.
- Les Jésuites sont ceux qui sont en contrôle des sports professionnels. Le propriétaire des Steelers de Pittsburgh est un homme faisant partie de l'ordre souverain de Malte. Le propriétaire des Lions de Détroit est un autre chevalier de Malte. Les plus grands propriétaires de ces clubs sportifs, pour la plupart, sont des chevaliers de l'ordre souverain de Malte, encourageant l'engouement du peuple pour les jeux et les sports, tout cela alors que secrètement, ils créent une tyrannie. Ceci est une des choses qui sont inscrites dans les Protocoles, c'est-à-dire la création des loisirs pour divertir des masses, afin de mieux les contrôler.
- Une autre personne qu'ils utilisèrent fut Walt Disney, franc-maçon du 33e degré, avec son Disneyworld, et Disneyland. Ils créèrent tous ces amusements, jeux et passe-temps afin d'enivrer les gens dans les plaisirs, tout cela alors qu'eux-mêmes étaient occupés à vaincre la Bible et le Protestantisme.
- Les Jésuites sont ceux qui contrôlent l'Ordre des Chevaliers de Malte et la Haute Mafia (Gambinos, Lucchese, Columbos).
- Le Général des Jésuites exerce le pouvoir entier sur l'Ordre. Il tient conseil en compagnie de ses provinciaux. Lorsqu'il décide de commencer une guerre, il amasse des informations de la part du provincial de ce pays, afin de s'enquérir de l'opportunité de celle-ci, et de la manière de créer des agitations pour servir de prétexte à une telle guerre, comme ce que nous avons vu dans le mouvement des Droits Civils de 1964. Tout cela fut une agitation entièrement provoquée par les Jésuites, et son résultat final fut la consolidation des pouvoirs à Washington avec l'Acte des Droits Civils de 1964.
- Le Général des Jésuites dirige le monde par le moyen de ses provinciaux. Et les provinciaux eux, règnent sur les petits jésuites, là où plusieurs d'entre eux n'ont pas fait "profession" (professer = faire un serment de sang luciférien). La plupart de ceux qui sont dans les basses positions jésuites n'ont aucune idée de ce qui se passent dans les rangs élevés. Ils n'ont aucune conception au sujet de la puissance de leur Ordre.
- Cet Ordre est identique à la Franc-Maçonnerie, les plus bas degrés ignorent que les Hauts Prêtres Franc-Maçons travaillent pour le Général des Jésuites. Ils pensent que ceux-ci ne font que leur travail, et qu'ils sont de bonnes personnes. Mais en fait, les hauts niveaux de la Franc-Maçonnerie relèvent également, du Général des Jésuites qui, avec Frédéric le Grand écrivit les Hauts Degrés, les 8 derniers degrés du Rite Écossais Franc-Maçonnique lorsque Frédéric les protégea du Pape en 1773 .
- L'Ordre des Jésuites, et les hommes les plus puissants de la Franc-Maçonnerie, avec Frédéric le Grand, travaillaient ensemble. La Révolution française et les Guerres napoléoniennes furent fomentées par la Franc-Maçonnerie.
- Les Jésuites ont pour but ultime de régner sur le monde, avec le Pape, à partir de l'établissement d'un nouvel ordre mondial et de l'Œcuménisme où le Pape sera le leader de toutes les religions. Toutes les religions (Témoins de Jéhovah, Mormons, Musulmans,  Évangéliste, Église adventiste du septième jour, Baptiste, Juif...) et les tous les États ont été infiltrés par les jésuites afin d'aboutir à cette fin.
- Israël est la création des Rothschild maçonniques en contrôle au-dessus des Juifs. Les Rothschild avaient établi une alliance avec le Jésuite Général via Adam Weishaupt, ancien jésuite. Ce fut ce même pouvoir des Rothschild qui abandonnera les Juifs entre les mains des Nazis, tuant plusieurs Juifs à travers l'Europe, abandonnant leur propre peuple Juif.
- Les Francs-Maçons du 30e degré ont fait un vœu à Lucifer. La tête est corrompue. La plupart des Catholiques Romains sont ignorants de la Parole de Dieu. Même la plupart des Jésuites ne savent pas que leurs leaders ont fait un pacte avec Lucifer, Satan, le diable. La majorité sont ignorants de la Bible, et c'est pourquoi ils seront facilement séduits.
- Tous les événements catastrophiques depuis le XVIe siècle viennent des jésuites et de l’Église catholique, qui a créé ou contrôle les Nazis, les Communistes, les Francs-maçons, la Mafia, les Illuminatis...
- Selon Alberto Rivera 70 % des prêtres sont homosexuels.

Chick  se concentre un maximum sur la vie d'Alberto Rivera : sa photographie et sa carte d'identité sont reproduites au début de chaque épisode. Des "témoignages" d'ex-catholiques ayant croisé sa route sont aussi présentés, ainsi que des citations présentes partout dans le récit.
La série est encore republiée de nos jours, présentant l'histoire d'Alberto Rivera comme authentique.

## Collection
1. Alberto
2. Double-Cross
3. The Godfathers
4. The Force
5. Four Horsemen
6. The Prophet
7. Jesuits
8. The Big Betrayal

## Pour aller plus loin